# Edvard Cramér
Edvard Rudolf Cramér, född 18 februari 1858 i Visby stadsförsamling, Gotlands län, död där 24 december 1928, var en svensk köpman och grafiker.
Edvard Cramér föddes som son till handelsmannen konsul Rudolf Cramér och Hedvig Maria Donner samt var kusin till Anna Cramér. Han växte upp i det Cramérska huset vid Donners plats. Fadern önskade att hans son skulle gå i hans fotspår och skickade honom 16 år gammal på studieresa till Tyskland. 1875 kom han till Stockholm för matematikstudier, och 1876 sändes han till Storbritannien för språkstudier och för att praktisera hos sin morbror Carl Henrik Donners trävarufirma i Hull, Firma Stenevi och Donner. Tillsammans med en annan morbror, sjökapten Herman Donner reste han 1877 till Italien, och reste sedan hem över Paris med järnväg året därpå. Redan vid denna tid hade han dock börjat intressera sig för konst och bad sin far om tillstånd att få studera konst och bli konstnär. Fadern avböjde och Edvard Cramér inträdde i stället i faderns firma, 1891 blev han engelsk vicekonsul i Visby och 1899 efterträdde han fadern som dansk konsul. Han tjänstgjorde även som tillförordnad fransk konsularagent och var från 1895 ombud på Gotland för det brittiska försäkringsbolaget Lloyd's of London. Cramér hade dock ingen begåvning för affärer och redan 1900 tvingades han sälja det cramérska huset till riksbanken. 1914 drabbades Cramér av diabetes och tvingades amputera ena benet i samband med detta avvecklade han sin affärsverksamhet.
Cramér hade tidigt börjat måla, sedan han 1895–1896 genomgått den av Axel Tallberg ledda Tallbergska etsningskursen övergår han främst till grafiken. Det var dock först efter faderns död som han på allvar gav sig i kast med konstnärlig skapande. 1911–1912 ställde han ut några blad i Grafiska sällskapet retrospektiva utställning på Konstakademien i Stockholm. Han medverkade även i Erste Internationale grafiche Kunstausstellung som visades i Leipzig 1918. Redan 1908 köpte Nationalmuseum in tolv av hans etsningar, senare har ytterligare några inköpts. På Gotlands konstmuseum finns en stor samling grafik som efter hans död donerades till Gotlands fornsal.